# Навоийская область
Навои́йская о́бласть (вилоя́т; узб. Navoiy viloyati / Навоий вилояти) — административно-территориальная единица в центральной части Республики Узбекистан. Граничит с Бухарской, Самаркандской, Джизакской и Кашкадарьинской областями, а также с Республикой Каракалпакстан. На севере и северо-западе область выходит к пустыне Кызылкум. Административным центром области является город Навои.
Область была образована в 1982 году, упразднена в 1988 году и вновь восстановлена в 1992 году. Занимает важное стратегическое положение благодаря расположению на пересечении ключевых транспортных и энергетических маршрутов. Навоийская область отличается богатой минерально-сырьевой базой: здесь сосредоточены значительные запасы золота, урана, фосфоритов и других полезных ископаемых.
Экономика региона базируется на горнодобывающей, химической, металлургической промышленности, а также на сельском хозяйстве и транспортной инфраструктуре. В регионе функционирует свободная экономическая зона «Навоий», призванная привлечь инвестиции и развивать высокотехнологичное производство.

## История
Область расположена в центральной части республики. Ранее была частью Голодностепской области, входившей в состав РСФСР.
С 1920 года часть современной Навоийской области была в составе Казахской ССР, а в 1956 году часть будущей области, тогда принадлежащей Казахской ССР, была передана Узбекской ССР с целью развития хлопководства в одной республике.

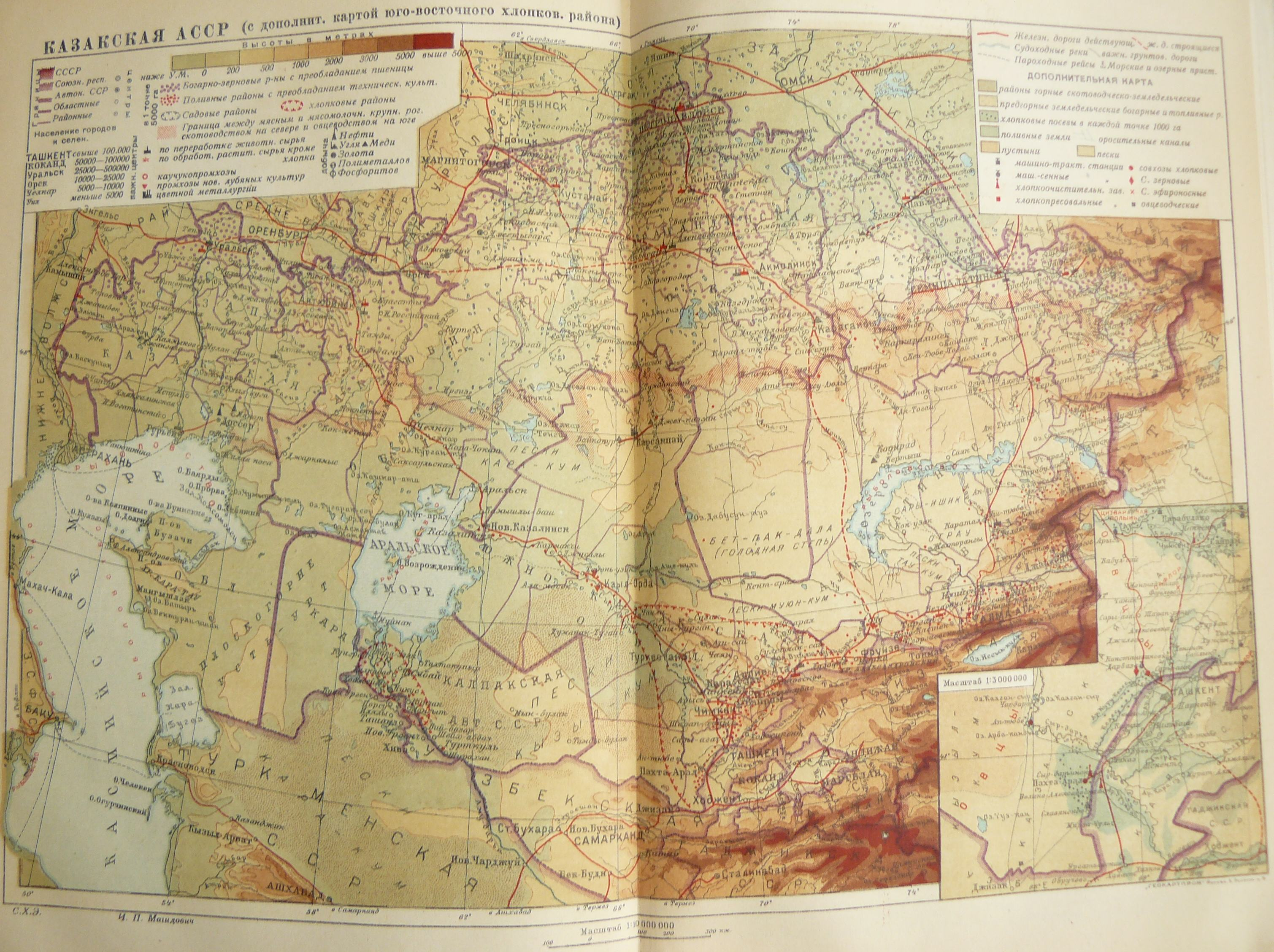
На карте 1932 года часть современной Навоийской области входит в состав Казакской АССР.

Указом Президиума Верховного Совета Узбекской Советской Социалистической Республики № 2247-Х от 20 апреля 1982 года из частей Республики Каракалпакстан, Бухарской и Самаркандской областей образована Навоийская область с административным центром в городе Навои. Из Бухарской области в её состав переданы Канимехский, Кызылтепинский, Навбахорский, Навоийский, Тамдынский и Учкудукский районы, города Навои, Зарафшан, Учкудук; из Самаркандской области — Нуратинский и Хатырчинский районы.
9 сентября 1988 года был принят Указ Президиума Верховного Совета Узбекской ССР об объединении Навоийской и Самаркандской областей в Самаркандскую.
16 мая 1989 года большая часть (7 районов) бывшей Навоийской области была передана в Бухарскую область.
Постановлением Президиума Верховного Совета Республики Узбекистан от 27 января 1992 года «О восстановлении Навоийской области в составе Республики Узбекистан» была восстановлена (новообразована) Навоийская область.

## География
Площадь области — 110 800 км². Граничит с Казахстаном, Джизакской, Самаркандской и Бухарской областями, а также с Республикой Каракалпакстан.
Северо-западная часть области занята Кызылкумским плато, на востоке протянулись Нуратинские горные хребты, юг области окаймляет река Зерафшан.
Протяжённость железных дорог — 390,7 км, автомобильных — 4100 км, из них 3300 км — с твёрдым покрытием. Через территорию области проходят железнодорожные линии Ташкент — Туркменистан и Ташкент — Учкудук.

## Климат
Климат — резко континентальный, пустынный, засушливый. Главная река области — Заравшан.

## Население
Население Навоийской области по состоянию на 1 октября 2020 года — 1 004 500 человек. Городское население — 498 100, сельское — 458 400. За 2020 год родилось 18 234 человека, умерло 4163 человека.
На официальном сайте Комитета по межнациональным отношениям и дружественным связям с зарубежными странами при Кабинете министров Республики Узбекистан опубликованы следующие сведения о численности национальных меньшинств в Навоийской области на 1 января 2021 года:
- узбеки — 896 267 чел.
- казахи — 37 303 чел.
- каракалпаки — 23 692 чел.
- русские — 16 583 чел.
- татары — 6 229 чел.
- азербайджанцы — 4 210 чел.
- украинцы — 897 чел.
- киргизы — 628 чел.
- другие — 27 822[7]

## Административно-территориальное деление

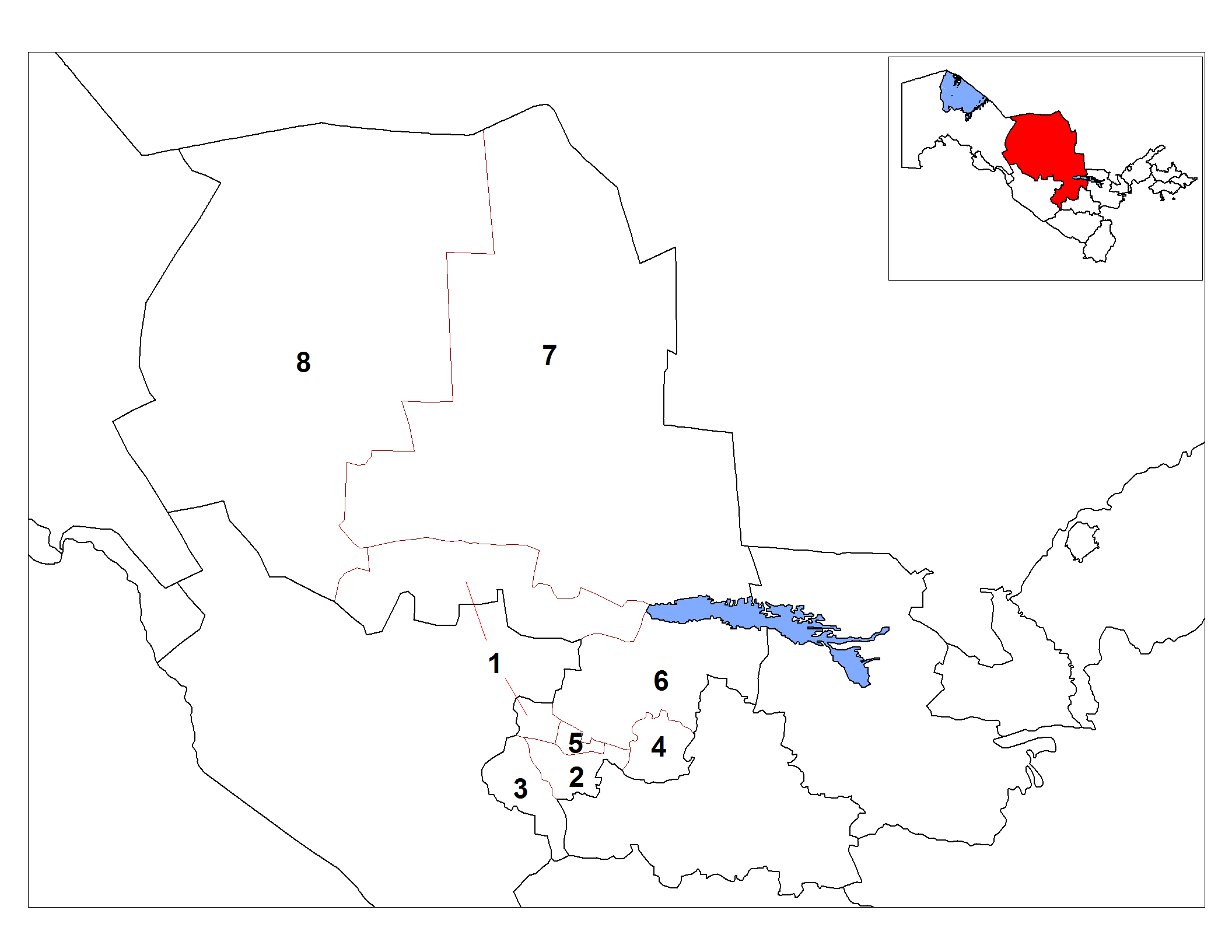
Административно-территориальное деление Навоийской области.

Навоийская область состоит из 8 районов (туманов):
1. Канимехский район (центр — Канимех);
2. Карманинский район (центр — Кармана);
3. Кызылтепинский район (центр — Кызылтепа);
4. Хатырчинский район (центр — Янгирабат);
5. Навбахорский район (центр — Бешрабат);
6. Нуратинский район (центр — Нурата);
7. Тамдынский район (центр — Тамдыбулак);
8. Учкудукский район (центр — Учкудук).

3 города областного подчинения:
1. Навои,
2. Зарафшан,
3. Газган.

Административный центр области — город Навои, является самым крупным городом области (около 128 000 жителей). В составе области есть 6 городов, 9 городских посёлков и 53 села.
8 городских посёлков:
1. Зафарабат,
2. Канимех,
3. Кармана,
4. Лянгар,
5. Маликрабат,
6. Мурунтау,
7. Тинчлик,
8. Шалхар.

## Экономика
В недрах области имеются месторождения золота, вольфрама, фосфоритов, кварцевого песка, цементного сырья, известняков, нефти и газа.
Также в области находится большинство разрабатываемых в Узбекистане месторождений урана. В пустынях есть множество карьеров, в которых идёт добыча и разработка урана.
Она проходит умеренными темпами, так как государство беспокоится о жителях близлежащих к карьерам местностей. По экспорту урана в 2013 году Узбекистан занял 2-е место в мире.
В центральном Кызылкуме на базе месторождений руд цветных металлов возникли современные города Зарафшан и Учкудук.
К ним подведены линии электропередач и водопровод из Амударьи. В Зарафшане, Зафарабаде и Навои созданы искусственные озёра для отдыха жителей.
15 мая 2019 года территория Навоийской области была определена свободной экономической зоной (СЭЗ) для инновационных, высокотехнологичных, экспортоориентированных и импортозамещающих производств на период до 1 января 2030 года. Предприятиям, имеющим статус участника СЭЗ, предоставляется ряд льгот.

## Промышленность
Ведущие отрасли промышленности — энергетика, горнорудная металлургия, химическая, хлопкоочистительная, пищевая, а также производство строительных материалов.
Самыми крупными промышленными предприятиями области являются Навоийский горно-металлургический комбинат в Мурунтау (построен в 1967 году), Навои ГРЭС, «Навои-азот», цементный завод, АО «Электрохимия», «Нуратамрамор».
Большое значение имеет наличие золотоносных районов, на основе которых возникла золотодобывающая промышленность.
Для добычи золота из отвальной породы горно-металлургическим комбинатом было создано совместное узбекско-американское предприятие «Зарафшан-Ньюмонт» (в 2006 году расформировано в цех выщелачивания завода ГМЗ-2).
В области функционируют 60 государственных промышленных предприятий, 10 совместных (среди них — «Агама» и «Зериспарк»), 728 малых (например, «Иттифок», «Навоий» и ЭДЭМ) и 30 ширкатных.

## Сельское хозяйство
В области насчитывается около 500 фермерских хозяйств. Ведущие отрасли сельского хозяйства:
- хлопководство,
- зерноводство,
- овощеводство,
- бахчеводство,
- виноградорство,
- каракулеводство,
- шелководство.

Животноводство считается многоотраслевым. В области разводят овец каракульской породы. Ежегодно производится более 500 000 штук каракульских смушек (2-е место в республике после Бухарской области).

## Образование
В области действуют 362 общеобразовательные школы, в которых обучаются 168 200 детей. Функционируют лицеи, специализированные спортивные и музыкальные школы, Навоийский государственный педагогический и горный институт, 291 массовая библиотека, 2 музея, свыше 120 клубов и 73 киноустановки.

## Медицина
В 61 больничном учреждении работают 2400 врачей, численность среднего медперсонала — 8300 человек.

## Хокимы
1. Абдухалык Абдурахманович Айдаркулов (1991—199?),
2. Хает Р. Гаффаров (04.01.1995-11.1998),
3. Гайбулло Дилов (1999-31.05.2002),
4. Бахриддин Муртазаевич Рузиев (31.05.2002-12.12.2008),
5. Эркинжон Окбутаевич Турдимов (12.12.2008-16.12.2016)[10],
6. Турсунов Кобул Бекназарович (с 2016 до 2021).
7. Нормат Тулкунович Турсунов (с 2021 до н.в)

## Интересный факт
Навоийская область была последней административной единицей, созданной в СССР.